# Ле-Дезер
Ле-Дезе́р (фр. Le Désert) — коммуна во Франции, находится в регионе Нижняя Нормандия. Департамент коммуны — Кальвадос. Входит в состав кантона Васси. Округ коммуны — Вир.
Код INSEE коммуны — 14222.

## Население
Население коммуны на 2010 год составляло 81 человек.
| 1962 | 1968 | 1975 | 1982 | 1990 | 1999 | 2010 |
| ---- | ---- | ---- | ---- | ---- | ---- | ---- |
| 121  | 103  | 75   | 66   | 70   | 87   | 81   |

## Экономика
В 2010 году среди 58 человек трудоспособного возраста (15—64 лет) 42 были экономически активными, 16 — неактивными (показатель активности — 72,4 %, в 1999 году было 76,3 %). Из 42 активных жителей работали 41 человек (23 мужчины и 18 женщин), безработным был 1 мужчина. Среди 16 неактивных 7 человек были учениками или студентами, 7 — пенсионерами, 2 были неактивными по другим причинам.